# 第6航空艦隊 (ドイツ空軍)
第6航空艦隊（だい6こうくうかんたい Luftflotte 6）は第二次世界大戦中のドイツ空軍の組織。航空艦隊はドイツ空軍における最大規模の編制であり、空軍最高司令部(OKL)の直接指揮を受ける。
第二次世界大戦において東部戦線中央部を担当していた部隊であり、1943年5月5日に東部航空部隊司令部(Luftwaffenkommando Ost)を改編し編成された。設立時の司令部所在地はスモレンスク。1945年4月には第4航空艦隊が第4航空部隊司令部に改編され、それを傘下に入れている。1945年5月の終戦時まで東部戦線に所在し続けた。最終司令部所在地はコトブス。